# Thomas Wood
Thomas Wood (1º maggio 1982) è un calciatore britannico delle Isole Cayman, centrocampista del Bodden Town.

## Carriera

### Club
Ha giocato nella massima serie del campionato delle Isole Cayman con il Bodden Town.

### Nazionale
Ha esordito in Nazionale nel 2006.